# КОНТУР
КОНТУР (на английски: CONTOUR, COmet Nucleus TOUR) е космическа сонда на НАСА, която се поврежда малко след нейния старт през юли 2002 г. Нейните цели са изследване на две комети и евентуално прелитане покрай трета неоткрита. Двете комети са периодичната 2Р/Енке и 73Р/Швасман-Вахман 3. Сондата не успява да прелети покрай кометите, по време на пиковете в тяхната активност, на разстояние по-малко от 100 км.
На 15 август 2002 г., в 4:49 часа, прекъсва радиовръзката с космическия апарат. По това време е запален двигателя, с който апаратът трябва да бъде изведен в орбитата, която да го срещне с периодичната комета 2P/Енке. Радиовръзката се разпада окончателно. Специалистите считат, че корабът се разрушава именно при това запалване на двигателите. С телескопа Спейсуоч 20 часа по-късно са наблюдавани два обекта, отдалечени един от друг на разстояние 460 км на дистанция около 460 000 км от Земята. Установена е скоростта, с която се движат тези обекти: около 6 м/секунда или 14 мили/час. Не е напълно сигурно, че тези две парчета са останките на КОНТУР, но те са единствените наблюдавани обекти от района, където се е намирал космическия апарат. Неуспешно е и претърсването на небето с помощта на радар на небето от Аресибо, тъй като КОНТУР е твърде далеч от Земята, а и неговия диаметър е само 2 метра.